# Sydshetlandsøerne
Sydshetlandsøerne (engelsk: South Shetland Islands, spansk: Islas Shetland del Sur) er en antarktisk øgruppe, som ligger omkring 150 km nord for den Antarktiske halvø. Øerne tilhører ikke nogen stat, men flere stater gør krav på dem; det drejer sig om Argentina (som har betragtet dem som en del af Argentinsk Antarktis siden 1943), Chile (Antártica Chilena, siden 1940) og Storbritannien (Britisk Antarktis, siden 1908) gør krav på dem. Ifølge Antarktistraktaten, som de nævnte lande alle har underskrevet, er alle territoriale krav over øerne suspenderet, og ingen krav er hverken anerkendt eller bestridt. Det betyder også, at alle lande frit kan bruge øgruppen i forskningsøjemed, mens alle former for militær aktivitet og udnyttelse af råstoffer er forbudt.
Flere lande har etableret forskningsstationer på øerne, de fleste af dem er placeret på King George Island, hvor de kan drage nytte af landingsbanen anlagt ved den chilenske base Presidente Eduardo Frei.

## Geografi
Øgruppen befinder sig mellem 61° 00'–63° 37' syd og 53° 83'–62° 83' vest og består af elleve store øer samt et større antal mindre, deres areal udgør i alt 3.687 km². Afstanden fra Smith Island og Snow Island mod sydvest til Elephant Island og Clarence Island mod nordøst er 175 km. Øgruppen er adskilt fra det antarktiske kontinent af det 150 km brede Bransfieldstreet, mens Falklandsøerne befinder sig 1.200 km mod nord. På øgruppen findes flere både aktive og slumrende vulkaner, men mellem 80 og 90 % af øernes overflade er permanent dækket af en iskappe. Det højeste punkt er Mount Foster på Smith Island, hvis top er 2.105 m. over havet.

## Klima
Øerne ligger omtrent lige så langt fra ækvator mod syd som Shetlandsøerne og Færøerne mod nord, men Sydshetlandsøernes nærhed til Antarktis og de kolde havstrømme omkring kontinentet betyder, at klimaet her er langt koldere end ved den tilsvarende breddegrad i Nordatlanten. Havet omkring øerne er helt lukket af havis fra begyndelsen af april til begyndelsen af december, og gennemsnitstemperaturen ligger under frysepunktet for otte af årets måneder (april til november).
De gletsjere, der dækker størsteparten af øens overflade, er dog i de senere år begyndt at trække sig en smule tilbage, måske som et resultat af den aktuelle globale klimaforandring. Isen dækker dog stadig omkring 80% af overfladen hele sommeren. Klimaet er som regel skyet og fugtigt året rundt og præget af den stærke vestenvind. Solskin forekommer, når meget kolde vejrsystemer rammer fra syd i den sene vinter eller tidlige forår. Middeltemperaturen om sommeren er omkring 1.5 °C og om vinteren omkring -5 °C. Det kolde ocean betyder, at sommertemperaturen er lav, samtidig med at vintertemperaturen aldrig bliver så lav som i det indre Antarktis.

## Historie
Det er uvist, hvem det var, der opdagede Sydshetlandsøerne, men både nederlænderen Dirck Gerritsz i 1599 og spanieren Gabriel de Castilla i 1603 passerede syd om Drake Passagen, som ligger i området. I 1818 fik argentineren Juan Pedro de Aguirre tilladelse af myndighederne i Buenos Aires til at oprette en station til brug for sæljagt på nogle ubeboede øer nær Sydpolen. Hvorvidt det drejede sig om Sydshetlandsøerne er dog uvist. Det første skib, der med sikkerhed anløb øerne, var det britiske skib Williams, der i 1819 under kaptajn William Smith kommando, var kommet ud af kurs, da det var på vej rundt om Kap Horn til Valparaisoi Chile. Den 19. februar fik man land i sigte ved det, der i dag hedder Williams Point, den nordøstligste spids af Livingston Island. Senere vendte Smith tilbage til Sydshetland og landede denne gang på King George Island den 16. oktober. Han gjorde krav på landet på vegne af Storbritanniens konge, George 3.
I mellemtiden havde det spanske flådefartøj San Telmo lidt skibbrud, mens det havde forsøgt at passere Drake Passagen i september 1819. Vragdele, der formentlig stammede derfra, blev måneder senere fundet af sæljægere på kysten af Livingston Island. I december 1819 og januar 1820 blev øerne kortlagt af løjtnant Edward Bransfield om bord på Williams, der nu var chartret af Royal Navy. Allerede den 15. november 1819 havde den amerikanske agent i Valparaíso, Jeremy Robinson, informeret USA’s daværende udenrigsminister, John Quincy Adams, om Smiths opdagelse og Bransfields kommende mission, og han havde foreslået, at et amerikansk skib blev sendt af sted på regeringens vegne for at undersøge øerne, for at landet måske kunne få del i øernes rigdomme.[kilde mangler]
Opdagelsen tiltrak både britiske og amerikanske sæljægere. Det første skib med sæljægere, der nåede frem var briggen Espirito Santo, der var chartret af britiske handelsfolk i Buenos Aires. Skibet nåede frem til Rugged Island ud for Livingston Island juledag 1819, og besætningen gjorde nu krav på landet, atter engang på vegne af den britiske konge. En beskrivelse af begivenhederne blev i juli året efter udgivet i bladet Imperial Magazine. Espirito Santo blev fulgt fra Falklandsøerne af den amerikanske brig Hersilia, kommanderet af kaptajn James Sheffield (med Nathaniel Palmer som del af besætningen). De blev de første amerikanske sæljægere på Sydshetland. Den første overvintring i Antarktis fandt sted i 1821, da elleve britiske mænd fra skibet Lord Melville ikke nåede væk fra King George Island, inden havet frøs til. Det lykkedes dem dog at overleve vinteren, og de blev reddet det følgende forår.
Efter at have sejlet hele vejen rundt om det antarktiske kontinent ankom den russiske antarktiske ekspedition under ledelse af Fabian von Bellingshausen og Mikhail Lazarev til Sydshetland januar 1821. Russerne udforskede øerne og navngav dem, og de gik i land på både King George Island og Elephant Island. Da de sejlede mellem Deception Island og Livingston Island, mødte Bellingshausen Nathaniel Palmer, kommandør på den amerikanske brig Hero. Han informerede ham om de dusinvis af amerikanske og britiske sælskibe, der var i aktivitet i området. Jagt på sæler og hvaler blev drevet fra øerne igennem hele det 19. og 20. århundrede.
Navnet "New South Britain" blev i en kort periode brugt om øerne, men de blev kort efter omdøbt til Sydshetlandsøerne, det navn der internationalt stadig bruges i dag. Fra 1908 blev øerne administreret som en del af den britiske koloni Falklandsøerne, men øerne blev første gang beboet, da en meteorologisk station blev etableret i 1944. I dag er øgruppen sammen med den nærliggende Antarktiske halvø og Sydgeorgien i stigende grad blevet et turistmål i sommermånederne.

## Forskningsstationer
Flere stater driver forskningsstationer på øerne:
- (Argentina) – Jubany (etableret 1953)
- (Bulgarien) – St. Kliment Ohridski Base|St. Kliment Ohridski (etableret 1988)
- (Brasilien) – Comandante Ferraz Brazilian Antarctic Base|Comandante Ferraz Base (etableret 1984)
- (Chile) – Presidente Eduardo Frei Base (etableret 1969)
- (Chile)- Professor Julio Escudero Base (etableret 1884)
- (Chile) – Arturo Prat Base (etableret 1947)
- Chile/USA – Shirreff Base (etableret 1990)
- (Kina) – Chang Cheng / Stor mur (etableret 1985)
- (Spanien)- Pedro Vicente Maldonado Base (etableret 1990)
- (Spanien)- Juan Carlos I Base (etableret 1988)
- (Spanien) – Gabriel de Castilla Base (etableret e 1989)
- (Sydkorea) – King Sejong Station (etableret 1988)
- (Peru) – Machu Picchu Research Station (etableret 1989)
- (Polen) – Henryk Arctowski Polish Antarctic Station (etableret 1977)
- (Rusland) – Bellingshausen Station (etableret 1968)
- (Uruguay) – Artigas Base (etableret 1984)
- (Bulgarien) – Camp Academia (feltlejr)

## Kort
- Interactive King George Island Mapviewer Arkiveret 27. september 2007 hos  Wayback Machine
- L.L. Ivanov et al, Antarctica: Livingston Island and Greenwich Island, South Shetland Islands (from English Strait to Morton Strait, with illustrations and ice-cover distribution), 1:100000 scale topographic map, Antarctic Place-names Commission of Bulgaria, Sofia, 2005
- L.L. Ivanov. Antarctica: Livingston Island and Greenwich, Robert, Snow and Smith Islands. Scale 1:120000 topographic map. Troyan: Manfred Wörner Foundation, 2009. ISBN 978-954-92032-6-4

## Eksterne link
- Commonwealth Secretariat Website describing BAT
- Foreign and Commonwealth Office – profile of BAT
- Argentine Government Website with a map of the South Shetland Islands
- Argentine Government website about the history of Antarctica
- Argentine Antarctic Sector: Historical Documents Arkiveret 12. marts 2007 hos  Wayback Machine
- Composite Gazetteer of Antarctica Arkiveret 28. september 2008 hos  Wayback Machine
- Antarctic Place-names Commission of Bulgaria

62°S 58°V / 62°S 58°V